# Estland i olympiska sommarspelen 1932
Estland deltog med 2 deltagare vid de olympiska sommarspelen 1932 i Los Angeles. Ingen av landets deltagare erövrade någon medalj.